# Fungo nematófago
Os fungos nematófagos são fungos carnívoros especializado na captura e digestão de nemátodes. Existem espécies que vivem no interior dos nemátodes desde o início e outras que que os capturam, sobretudo com armadilhas pegajosas ou em anéis, alguns dos quais são constrictores. Algumas espécies possuem os dois tipos de armadilhas. Outra técnica utilizada é o atordoamento dos nemátodes usando toxinas, método utilizado por Coprinus comatus.
Os fungos nematófagos podem ser úteis no controlo de nemátodes. Paecilomyces, por exemplo, pode ser usado como um bio-nematicida.
Conhecem-se cerca de 160 espécies.
- Este artigo foi inicialmente traduzido, total ou parcialmente, do artigo da Wikipédia em inglês cujo título é «Nematophagous fungus», especificamente desta versão.